# Schůzky s tajemstvím
Schůzky s tajemstvím (2003) je sbírka 10 původních povídek českých autorů. Editorem sbírky je Boris Dočekal. Na obálce je použita litografie Volně dle Pisanella Josefa Kremláčka.

## Povídky
- Michal Viewegh – Záhada
- Petr Šabach – Zpráva o okresním Halloweenu
- Ondřej Neff – Život plný krás
- Iva Pekárková – Poslední parking před Alligator Alley
- Jiří Kratochvil – Sklípkani
- Igor Chaun – Lunáček osvoboditel
- Miloš Urban – Běloruska
- Zdeněk Grmolec – Kašja
- Alexandra Berková – A dívala se, jak to všechno odplouvá
- Ivan Klíma – Kolo

## Přehled vydání
- Schůzky s tajemstvím, Listen, Jihlava, 2003. ISBN 80-86526-07-0
- Schůzky s tajemstvím, Listen, Jihlava, 2008. ISBN 978-80-86526-35-5